# Catàleg Shapley-Ames
El catàleg Shapley-Ames (Shapley-Ames Catalog of Bright Galaxies) és un catàleg astronòmic de galàxies, publicat per primera vegada el 1932 i que reuneix 1.249 objectes d'una magnitud aparent superior a 13,2. Va ser creat per Harlow Shapley i Adelaide Ames. Van identificar 1.189 objectes basats en el Nou Catàleg General (New General Catalogue) i 48 objectes bastas en el Catàleg Índex (Index Catalogue).
El catàleg conté la posició, la brillantor, la mida i la Seqüència de Hubble de les galàxies entrades. S'utilitza com una referència pels astrònoms per determinar el desplaçament cap al vermell i el tipus d'algunes galàxies. Aquesta obra és considerada una obra emblemàtica de la carrera de Shapley.

## Història
Shapley i Ames van començar un estudi de totes les galàxies "properes" el 1926.
Una de les troballes importants de la investigació és que les galàxies no estan distribuïdes uniformement (n'hi ha més a l'hemisferi nord que a l'hemisferi sud), el que és contrari a la hipòtesi isotròpica · . La investigació també mostra que el cúmul de la Verge s'estén més del que es pensava.
Shapley i Ames, per tant, van crear una nova jerarquia de clústers anomenada supercúmul, que és un grup de cúmuls de galàxies i van anomenar aquest cúmul de la Verge de l'hemisferi nord com el supercúmul local.

## Catàleg Shapley-Ames revisat
L'any 1981 Allan Sandage i Gustav Tammann van publicar el catàleg actualitzat amb el nom Revised Shapley-Ames Catalog (RSA).
Es va mantenir la llista original de galàxies, amb l'excepció de tres objectes que ja no eren considerats galàxies. La informació sobre les 1246 galàxies individuals s'ha actualitzat i s'ha ampliat considerablement.